# Paraquasimus
Paraquasimus là một chi bọ cánh cứng trong họ 
Elateridae.
Chi này được miêu tả khoa học năm 1997 bởi Dolin.

## Các loài
Các loài trong chi này gồm:
- Paraquasimus baliensis Dolin, 1997
- Paraquasimus smetanai Dolin, 1997